# こと座RR型変光星
こと座RR型変光星（ことざRRがたへんこうせい、RR Lyrae variables, RR Lyraes）は、銀河ハローや球状星団によく見られる脈動変光星のタイプの1つ。このタイプの変光星のプロトタイプかつ最も明るいこと座RR星にちなんで名付けられた。かつては短周期セファイド（ケフェイド） (英: short-period Cepheids) や星団型変光星 (英: cluster-type variables) とも呼ばれていた。
スペクトルA型またはF型の脈動する水平分枝星で、質量は太陽の半分程度である。主系列時にはおよそ0.8 - 1.0 M☉（太陽質量）だった星が、赤色巨星分枝の段階で質量を失ったものと考えられている。
変光の周期と平均光度の間に正比例則（周期-光度関係）があることから、現代の天文学では特に天の川銀河や局所銀河群の内部にある、比較的近傍にある天体の距離を測るのに適した標準光源として用いられている。また球状星団や年老いた星の化学および量子力学の研究でも頻繁に取り上げられている。

## 発見と認知
1890年代半ば、エドワード・ピッカリングらによる球状星団のサーベイにおいて、「星団型 (cluster-type)」と呼ばれる変光星が急速に発見されていた。球状星団以外で初めて発見されたこのタイプの変光星は、1890年にヤコブス・カプタインが発見したうさぎ座U星と見られている。プロトタイプのこと座RR星は、1899年以前にウィリアミーナ・フレミングによって発見され、1900年にピッカリングによって「星団型変光星と区別が付かない」と報告された。
1915年から1930年代にかけて、周期が短いこと、天の川銀河内で存在する領域が異なること、化学組成の違いなどから、古典的セファイドとは異なるクラスの変光星として受け入れられるようになった。こと座RR型変光星は、金属量が乏しい、種族IIの恒星である。
こと座RR型変光星は、本質的に暗いため銀河系外で観測することが困難である。実際、ウォルター・バーデは、アンドロメダ銀河でこと座RR型変光星を発見できなかったことから、アンドロメダ銀河が予測よりもはるかに遠い銀河ではないかと疑い、セファイド変光星の較正を再考し、「星の種族 (star populations)」という概念を提唱するに至った。1980年代にカナダ・フランス・ハワイ望遠鏡を用いた観測で、アンドロメダ銀河の銀河ハロー内にこと座RR型変光星が発見された。2001年にはハッブル宇宙望遠鏡による観測で、アンドロメダ銀河の球状星団にもこと座RR型変光星が発見されている。

## 分類
変光星総合カタログでは、こと座RR型をRRab、RRc、RR(B) の3つのサブクラスに分類している。
- RRab：非対称形の光度曲線を持つ。変光周期は0.3 - 1.2日、光度の振幅は可視光域で0.5 - 2等級程度[3]。
- RRc：ほとんど対称形の、ときには正弦波のような光度曲線を持つ。変光周期は0.2 - 0.5日、光度の振幅は可視光域で0.8等級を超えない[3]。おおぐま座SX星が典型例とされる[3]。
- RR(B)：同時に2つの振動モードが混在して見られる。基本モードはP0、第1倍音モードはP1と呼ばれ、P1/P0はおよそ0.745である[3]。RRdとも呼ばれる。しし座AQ星が典型例とされる[3]。

## 分布
こと座RR型変光星は、球状星団と強く関連していたことから、かつては「星団型変光星」と呼ばれていた。球状星団で既知の変光星の80％以上はこと座RR型である。こと座RR型は、銀河平面に多く見られる古典的セファイドとは対照的に、全ての銀緯で発見される。
こと座RR型は、その年齢の高さから、銀河ハローや銀河円盤を含む、天の川銀河内の特定の集団を追跡するのによく用いられる。
こと座RR型は、全てタイプのセファイド変光星を合計した数の数倍が知られており、天の川銀河内には85,000個余りが存在するとする推定もある。
典型的な恒星はよく連星系を成しているが、こと座RR型変光星が連星系として発見されることは極めてまれである。

## 物理的特徴
こと座RR型変光星は、セファイドと似たような仕組みで脈動しているが、その性質や来歴はかなり異なっていると考えられている。セファイド不安定帯にある全ての変光星と同様に、脈動はイオン化したヘリウムの不透明度がその温度によって変化するκ機構によって引き起こされる。
こと座RR型変光星は、おとめ座W型変光星やヘルクレス座BL型変光星などのII型セファイドと同様に年齢が古く、比較的質量の小さい種族IIの星である。こと座RR型はセファイドに比べて数ははるかに多いが、光度ははるかに低い。こと座RR型変光星の平均的な絶対等級は+0.75等で、太陽に比べて約40 - 50倍明るいに過ぎない。
こと座RR型変光星の2割程度は、変光周期と振幅が数十日から数百日の周期で変化している。この現象は、1907年にりゅう座RW星で初めて発見され、発見した帝政ロシアの天文学者セルゲイ・ニコラエヴィッチ・ブラツコにちなんで「ブラツコ効果」と呼ばれる。この現象が起きるメカニズムは1世紀を経た2021年現在も未解明で、恒星物理学の研究対象となっている。